# AS Mutzig
AS Mutzig is een Franse voetbalclub uit Mutzig in de Elzas.
De club speelde altijd op de lagere niveaus en is vooral bekend omdat trainer Arsène Wenger er in de jeugd speelde en Frans international Albert Gemmrich er zijn loopbaan begon. Mutzig presteerde het beste in de jaren 60 en 70 en nam in die tijd viermaal deel aan het toernooi om de Coupe de France.

## Erelijst
- CFA Oost: 1965
- Division 3: 1974 (Groep oost)
- DH Alsace: 1963
- Coupe d'Alsace: 1971